# Engletrompet
Engletrompet (Brugmansia) er en planteslægt i natskygge-familien, der er naturligt hjemmehørende i Sydamerika.
Den er nært beslægtet med pigæble (Datura), og har tidligere været regnet for en del af slægten Datura. 
Slægten af engletrompeter (Brugmansia) består af 7 arter, og flere blandingsarter (naturhybrider). Slægten er hjemmehørende i det nordvestlige Sydamerika i og omkring Andesbjergene.
Engletrompeterne opdeles i to grupper alt efter deres foretrukne voksesteder.  Den ene gruppe kaldes de montane engletrompeter.  De vokser i de kølige og sparsomt bevoksede højdedrag.  Den anden gruppe kaldes for de varmeelskende engletrompeter, da de foretrækker at gro i regnskovsområderne i de varme dalstrøg.
Gruppen af montane engletrompeter består af: Brugmansia aurea, Brugmansia arborea, Brugmansia sanguinea og Brugmansia vulcanicola, samt deres hybrider (B. × flava, B. sanguinea × B. vulcanicola).  Alle arter i gruppen kan krydses indebyrdes, undtagen Brugmansia aurea, der kun får levedygtig afkom med arterne i gruppen af varmeelskende engletrompeter.
Gruppen af varmeelskende arter består af Brugmansia suaveolens, Brugmansia insignis og Brugmansia versicolor, samt deres hybrider (f.eks B. × candida, der er en blandingshybrid mellem B. aurea og B. versicolor.  Arterne i denne gruppe kan krydses med hinanden, samt med B. aurea, men kan ikke få levedygtig afkom med de resterende arter i gruppen af montane engletrompeter.
Engletrompeten er nem at dyrke i Danmark.  Den kan dyrkes i krukke på terrassen eller plantes direkte ud i havens bede.  En anden metode, der letter både udplantning og optagning til vinteropbevaring er, at dyrke engletrompeten i murerspande, der er forsynet med drænhuller.  Plant engletrompeten i murerspanden.  Sænk denne ned i bedet om foråret.  Om efteråret graves spanden op igen, og Engletrompeten kan nu stilles i sit vinterkvarter uden at tabe blade, blomster og frugter. 
De varmeelskende engletrompeter foretrækker en lun, solrig vokseplads i læ for vinden.  Det er en smule anderledes for engletrompeterne i den montane gruppe.  Mens B. aurea og B. arborea kan dyrkes som de varmeelskende engletrompeter, så trives B. sanguinea og B. vulcanicola kun på en skyggefuld vokseplads, hvor klimaet er køligt og luftfugtigheden relativ høj.  
B. aurea og B. arborea kan dyrkes som de varmeelskende engletrompeter er krævende mht. vand og gødning.  B. sanguinea og B. vulcanicola må vandes og gødes meget sparsomt.  Det er altafgørende for succes med disse planter, at jorden er godt drænet.  Stående vand i potten dræber dem på få dage.
- Læs mere om engletrompeter: (Generel artikel om engletrompeter) Arkiveret 29. juni 2007 hos  Wayback Machine
- E-bog om engletrompeter: (Engletrompeternes historie, de botaniske arter, naturhybriderne, kulturhybrider, succes med dyrkning og blomstring, succesfuld vinteropbevaring)